# 阿尔及利亚独立日
独立日（阿拉伯语：‎，羅馬化：ʿīd al-istiqlāli）是非洲国家阿尔及利亚的独立建国纪念日及公共假期，为每年的7月5日，用以纪念阿尔及利亚民主人民共和国在1962年脱离法国正式独立。阿尔及利亚把独立日选在他们7月3日正式宣告独立之后的两天，这一天正是法国军队征服阿尔及利亚并开进阿尔及尔的那一天。

## 历史
1962年之前，阿尔及利亚是法国的一个殖民地。为争取独立，1954年11月1日，阿尔及利亚民族解放军开始在殖民地全境发动战争，阿尔及利亚战争正式打响。在历经旷日持久的战争后，法国与阿尔及利亚签署了《埃维昂协议》，法国在公投后确认协议的合法性，阿尔及利亚也在随后的独立公投中以压倒性的优势通过了独立决议。1962年7月3日，阿尔及利亚正式宣布独立，法国政府亦正式承认阿尔及利亚独立，并在翌日公布于官方报刊上。独立后，阿尔及利亚将7月5日定为国家的独立日。2025年是第63个阿尔及利亚独立日。

## 庆祝与纪念活动
在独立日当天，阿尔及利亚会举行盛大的阅兵仪式，并邀请多国前来观礼，总统则会检阅军队、发表演说，并为在阿尔及利亚战争中牺牲的烈士敬献花圈。在一些年份，总统可能会宣布大赦。在法国，法国总统会在巴黎的阿尔及利亚战争国家纪念馆为阿尔及利亚独立日当天遭阿尔及利亚军队杀害的黑脚居民（欧洲裔阿尔及利亚人）献上花圈。